# Koppenbergcross
De Koppenbergcross, ook bekend als de GP Willy Naessens en de GP Jolien Verschueren, is een veldrit die deel uitmaakt van de X²O Badkamers Trofee en wordt sinds 1999 jaarlijks op 1 november gereden in het Oost-Vlaamse Melden (Oudenaarde). In deze cyclocrosswedstrijd is de steile Koppenberg verwerkt en vandaar dat deze veldrit de naam Koppenbergcross meekreeg.
De Koppenbergcross wordt jaarlijks op 1 november verreden. In 1999 heeft de organisatie voor deze vaste datum gekozen. In België en veel andere katholieke landen is 1 november altijd een vrije dag, omdat op deze datum het katholieke feest Allerheiligen wordt gevierd. Op deze dag worden de heiligen en alle andere katholieke martelaren geëerd. Vanwege deze datum wordt de veldrit in Oudenaarde ook wel de 'Allerheiligencross' of de 'Allerheiligenveldrit' genoemd.

## Parcours
Hoewel men deze cyclocross vaak de 'veldrit van Oudenaarde' noemt, wordt de cross in werkelijkheid in het dorp Melden verreden. Het parcours bevindt zich op en rond de Koppenberg en wordt beschouwd als een van de zwaarste parcoursen van alle Vlaamse profcrossen. Er hebben overigens wel wat veranderingen plaatsgevonden op het parcours; zo is er een nieuwe plek voor de finish. Tot en met 2015 lag de finish meestal aan de Berchemweg. In 2016 lag de finish van de Koppenbergcross op de top van de Koppenberg. Sinds 2017 ligt de eindstreep van deze cross echter op een andere plek in de beklimming van deze heuvel (op ongeveer 200 meter voor de top van de klim). Ook in 2019 ligt de finish op die plek.

## Erelijst

### Mannen elite
| Datum      | Klassement                 | Cat. | Winnaar              | Tweede                 | Derde                  |
| ---------- | -------------------------- | ---- | -------------------- | ---------------------- | ---------------------- |
| 01/11/2024 | X²O Badkamers Trofee       | C1   | Lars van der Haar    | Eli Iserbyt            | Toon Aerts             |
| 01/11/2023 | X²O Badkamers Trofee       | C1   | Thibau Nys           | Lars van der Haar      | Eli Iserbyt            |
| 01/11/2022 | X²O Badkamers Trofee       | C1   | Lars van der Haar    | Eli Iserbyt            | Michael Vanthourenhout |
| 01/11/2021 | X²O Badkamers Trofee       | C1   | Eli Iserbyt          | Toon Aerts             | Lars van der Haar      |
| 31/10/2020 | X²O Badkamers Trofee       | C1   | Eli Iserbyt          | Lars van der Haar      | Toon Aerts             |
| 01/11/2019 | DVV Verzekeringen Trofee   | C1   | Eli Iserbyt          | Tom Pidcock            | Michael Vanthourenhout |
| 01/11/2018 | DVV Verzekeringen Trofee   | C1   | Toon Aerts           | Michael Vanthourenhout | Wout van Aert          |
| 01/11/2017 | DVV Verzekeringen Trofee   | C1   | Mathieu van der Poel | Toon Aerts             | Lars van der Haar      |
| 01/11/2016 | DVV Verzekeringen Trofee   | C1   | Wout van Aert        | Kevin Pauwels          | Lars van der Haar      |
| 01/11/2015 | Bpost bank trofee          | C1   | Wout van Aert        | Kevin Pauwels          | Lars van der Haar      |
| 01/11/2014 | Bpost bank trofee          | C1   | Wout van Aert        | Sven Nys               | Kevin Pauwels          |
| 01/11/2013 | Bpost bank trofee          | C1   | Tom Meeusen          | Kevin Pauwels          | Klaas Vantornout       |
| 01/11/2012 | Bpost bank trofee          | C1   | Sven Nys             | Niels Albert           | Klaas Vantornout       |
| 01/11/2011 | Gazet van Antwerpen Trofee | C1   | Kevin Pauwels        | Sven Nys               | Zdeněk Štybar          |
| 01/11/2010 | Gazet van Antwerpen Trofee | C1   | Sven Nys             | Niels Albert           | Kevin Pauwels          |
| 25/10/2009 | Gazet van Antwerpen Trofee | C1   | Sven Nys             | Niels Albert           | Klaas Vantornout       |
| 01/11/2008 | Gazet van Antwerpen Trofee | C1   | Sven Nys             | Lars Boom              | Niels Albert           |
| 01/11/2007 | Gazet van Antwerpen Trofee | C1   | Sven Nys             | Bart Wellens           | Zdeněk Štybar          |
| 01/11/2006 | Gazet van Antwerpen Trofee | C1   | Sven Nys             | Richard Groenendaal    | John Gadret            |
| 01/11/2005 | Gazet van Antwerpen Trofee | C1   | Sven Nys             | Bart Wellens           | John Gadret            |
| 01/11/2004 | Gazet van Antwerpen Trofee |      | Sven Nys             | Bart Wellens           | John Gadret            |
| 01/11/2003 | Gazet van Antwerpen Trofee |      | Bart Wellens         | Arne Daelmans          | Sven Nys               |
| 01/11/2002 | Gazet van Antwerpen Trofee |      | Richard Groenendaal  | Sven Nys               | Bart Wellens           |
| 01/11/2001 | Losse cross                |      | Sven Nys             | Richard Groenendaal    | Erwin Vervecken        |
| 01/11/2000 | Losse cross                |      | Mario De Clercq      | Erwin Vervecken        | Richard Groenendaal    |
| 01/11/1999 | Losse cross                |      | Mario De Clercq      | Sven Nys               | Bart Wellens           |
| 03/01/1999 | Losse cross                |      | Peter Van Den Abeele | Bart Wellens           | Ben Berden             |
| 04/01/1998 | Losse cross                |      | Bart Wellens         | Peter Van Den Abeele   | Pascal Van Riet        |
| 05/01/1997 | Losse cross                |      | Peter Van Den Abeele | Beat Wabel             | Danny De Bie           |
| 07/01/1996 | Losse cross                |      | Mario Lammens        | Kris De Block          | Jaak Eeckhout          |
| 01/11/1992 | Losse cross                |      | Pavel Camrda         | Pavel Elsnic           | Peter Van Den Abeele   |
| 01/11/1991 | Losse cross                |      | Peter Van Den Abeele | Paul De Brauwer        | Beat Wabel             |
| 30/09/1990 | Losse cross                |      | Chris David          | Guy Vandijck           | Ronny Poelvoorde       |
| 09/09/1989 | Losse cross                |      | Rudy Thielemans      | Christiaan Hautekeete  | Paul De Brauwer        |
| 10/09/1988 | Losse cross                |      | Rudy Thielemans      | Kurt De Roose          | Rudy De Bie            |

### Vrouwen elite
| Datum      | Klassement                 | Cat. | Winnaar              | Tweede                  | Derde                |
| ---------- | -------------------------- | ---- | -------------------- | ----------------------- | -------------------- |
| 01/11/2024 | X²O Badkamers Trofee       | C1   | Fem van Empel        | Lucinda Brand           | Sara Casasola        |
| 01/11/2023 | X²O Badkamers Trofee       | C1   | Fem van Empel        | Denise Betsema          | Anna Kay             |
| 01/11/2022 | X²O Badkamers Trofee       | C1   | Fem van Empel        | Denise Betsema          | Shirin van Anrooij   |
| 01/11/2021 | X²O Badkamers Trofee       | C1   | Clara Honsinger      | Denise Betsema          | Kata Blanka Vas      |
| 31/10/2020 | X²O Badkamers Trofee       | C1   | Annemarie Worst      | Lucinda Brand           | Yara Kastelijn       |
| 01/11/2019 | DVV Verzekeringen Trofee   | C1   | Yara Kastelijn       | Annemarie Worst         | Alice Maria Arzuffi  |
| 01/11/2018 | DVV Verzekeringen Trofee   | C1   | Kim Van de Steene    | Alice Maria Arzuffi     | Annemarie Worst      |
| 01/11/2017 | DVV Verzekeringen Trofee   | C1   | Helen Wyman          | Katie Compton           | Jolien Verschueren   |
| 01/11/2016 | DVV Verzekeringen Trofee   | C1   | Jolien Verschueren   | Thalita de Jong         | Sophie de Boer       |
| 01/11/2015 | Bpost bank trofee          | C1   | Jolien Verschueren   | Femke Van den Driessche | Nikki Harris         |
| 01/11/2014 | Bpost bank trofee          | C1   | Sophie de Boer       | Jolien Verschueren      | Nikki Harris         |
| 01/11/2013 | Bpost bank trofee          | C1   | Helen Wyman          | Sanne Cant              | Nikki Harris         |
| 01/11/2012 | Bpost bank trofee          | C1   | Helen Wyman          | Nikki Harris            | Sanne Cant           |
| 01/11/2011 | Gazet van Antwerpen Trofee | C1   | Sanne van Paassen    | Helen Wyman             | Nikki Harris         |
| 01/11/2010 | Gazet van Antwerpen Trofee | C1   | Helen Wyman          | Sanne Cant              | Sanne van Paassen    |
| 25/10/2009 | Gazet van Antwerpen Trofee | C1   | Pavla Havlíková      | Helen Wyman             | Sophie de Boer       |
| 01/11/2007 | Gazet van Antwerpen Trofee | C1   | Daphny van den Brand | Reza Hormes-Ravenstijn  | Veerle Ingels        |
| 01/11/2006 | Gazet van Antwerpen Trofee | C1   | Marianne Vos         | Reza Hormes-Ravenstijn  | Daphny van den Brand |
| 01/11/2005 | Gazet van Antwerpen Trofee | C1   | Daphny van den Brand | Reza Hormes-Ravenstijn  | Veerle Ingels        |
| 01/11/2002 | Gazet van Antwerpen Trofee |      | Laurence Leboucher   | Hilde Quintens          | Marianne Vos         |